# Fämtflon
Fämtflon är en sjö i Malung-Sälens kommun och Torsby kommun i Dalarna och ingår i Göta älvs huvudavrinningsområde. Sjön har en area på 0,0916 kvadratkilometer och ligger 399,6 meter över havet. Sjön avvattnas av vattendraget Fämtan.

## Delavrinningsområde
Fämtflon ingår i det delavrinningsområde (673230-135724) som SMHI kallar för Ovan Rattsjöälven. Medelhöjden är 437 meter över havet och ytan är 22,28 kvadratkilometer. Räknas de 3 avrinningsområdena uppströms in blir den ackumulerade arean 106,02 kvadratkilometer. Fämtan som avvattnar avrinningsområdet har biflödesordning 2, vilket innebär att vattnet flödar genom totalt 2 vattendrag innan det når havet efter 444 kilometer. Avrinningsområdet består mestadels av skog (66 procent) och sankmarker (28 procent). Avrinningsområdet har 0,21 kvadratkilometer vattenytor vilket ger det en sjöprocent på 0,9 procent.